# 1941년 뉴욕 영화 비평가 협회상
제7회 뉴욕 영화 비평가 협회상은 1941년 영화를 대상으로 하는 시상식이다.

## 수상 및 후보

### 작품상
- 시민 케인

### 감독상
- 나의 계곡은 푸르렀다 - 존 포드 수상

### 여우주연상
- 서스픽션 - 조안 폰테인 수상

### 남우주연상
- 요크 상사 - 게리 쿠퍼 수상